# El Drago
El Drago es un pequeño barrio perteneciente al distrito Este de la ciudad andaluza de Málaga, España. Según la delimitación oficial del ayuntamiento, limita al norte y al oeste con el barrio de Miraflores del Palo y al sur y al este, con el barrio de El Palo.

## Transporte
Ninguna línea de autobús urbano atraviesa los límites del barrio , aunque las siguientes líneas de la EMT realizan paradas en lugares cercanos: 
| Línea | Trayecto           | Recorrido | Frecuencia |
| ----- | ------------------ | --------- | ---------- |
| 29    | Jarazmín - El Palo | Recorrido | 60 minutos |